# Science-Fiction-Jahr 1838
Übersicht

◄◄ | ◄ | 1834 | 1835 | 1836 | 1837 | Science-Fiction-Jahr 1838 | 1839 | 1840 | 1841 | 1842 | ► | ►►

Weitere Ereignisse

## Geboren
- Ferdinand Amersin († nach 1894)
- Rudolf Falb († 1903)
- Friedrich August Feddersen († 1908)
- Franz Hartmann († 1912)
- Eugen Richter († 1906)
- Vinzenz Till († 1925)
- Auguste de Villiers de L’Isle-Adam († 1889)